# Borut Bohte
Borut Bohte, slovenski pravnik in diplomat, * 20. oktober 1932, Ljubljana, † september 2024.

## Življenje in delo
Diplomiral je 1956 na ljubljanski Pravni fakulteti in prav tam 1965 tudi doktoriral z disertacijo Pravna narava nadzračnega prostora. Strokovno se je izpopolnjeval v Nancyju (1958), Parizu (1962), Haagu (1963, 1964) in New Yorku (1967). Od 1957 je bil zaposlen na Pravni fakulteti v Ljubljani, od 1983 kot redni profesor. Bil je član številnih jugoslovanskih delegacij v organih Organizacije združenih narodov (OZN), član več teles OZN in udeleženec mednarodnih konferenc. V obdobju 1969–80 je bil član in nato predsednik tričlanskega odbora Generalne skupščine OZN za preučevanje izraelskih  kršitev človekovih pravic oz. humanitarnega prava na okupiranih palestinskih ozemljih. V letih 1980–83 je bil vodja službe za pravo okolja pri programu ZN za okolje (UNEP) v Nairobiju,1984–89 glavni pravni svetovalec z rangom veleposlanika v takratnem Zveznem sekretariatu za zunanje zadeve v Beogradu, 1989–91 pa jugoslovanski veleposlanik na Nizozemskem. Bil je predsednik slovenskega društva za mednarodno pravo, kakor tudi jugoslovanskega združenja za mednarodno pravo (JUMP), v 90. letih 20. stoletja tudi (pod?)predsednik Društva za združene narode za Slovenijo. Po osamosvojitvi Slovenije je bil dolgoletni član diplomatske komisije za določitev in označitev državne meje s Hrvaško ter član komisije za pogajanja z Italijo; v pogajanjih s Hrvaško je vodil slovenski del skupine strokovnjakov za mednarodnopravna vprašanja. Prvi je analiziral sporazum o nasledstvu po nekdanji SFRJ, proučeval je tudi mirno reševanje mednarodnih sporov, zlasti v pogledu haaških sodišč. Po njegovi zaslugi je Slovenija uredila nasledstvo oz. pristopila k Haaškima konvencijama za mirno reševanje mednarodnih sporov iz let 1899 in 1907.
Velik del njegovih teoretičnih in strokovnih stališč  je zajet v poročilih in drugih uradnih aktih mednarodnih organizacij. Kot znanstvenik deloval na več področjih mednarodnega prava, zlasti pomorskega prava, prava okolja, prava človekovih pravic, humaniternega prava, prava mednarodnih pogodb, mednarodnih organizacij, diplomatskega in konzularnega prava (o njem je napisal v soavtorstvu z Vasilko Sancin prvo slovensko znanstveno monografijo) in prava nadzračnega prostora, pa tudi manjšinskih pravic slovenske manjšine, zlasti v Avstriji. S teh in drugih področij je objavil preko 100 del v tisku, v uradnih dokumentih in kot raziskovalne naloge.
Bil je predavatelj tako na Pedagoški fakulteti kot tudi na nekaj drugih fakultetah in tudi na Diplomatski akademiji. 
Univerza v Ljubljani ga je imenovala za zaslužnega profesorja.